# Šternberský potok
Šternberský potok je pravostranný přítok Červeného potoka v okrese Kladno ve Středočeském kraji. Potok teče jihozápadně od Slaného v přírodním parku Džbán. Délka jeho toku činí 9,8 km. Plocha povodí měří 24,3 km².

## Průběh toku
Potok pramení nad přírodní památkou Ve Šperkotně při východním okraji Nové Studnice v nadmořské výšce okolo 415 m. Postupně napájí rybníky Hrádek, Zigaňák a Šternberk (v lokalitě Šternberk) a přibírá Muclavský a Drnecký potok. Ve Slaném se vlévá do Červeného potoka na jeho 13,9 říčním kilometru.

### Větší přítoky
- Muclavský potok, zprava, ř. km 4,6 [1]
- Drnecký potok, zleva, ř. km 3,5 [1]